# MEVZA liga za žene 2007./08.
MEVZA liga za žene 2007./08. je bilo treće izdanje Srednjeeuropske (MEVZA) lige u odbojci u ženskoj konkurenciji. Sudjelovalo je devet klubova iz Austrije, Hrvatske, Mađarske i Slovenije, a ligu je drugi put osvojila ekipa Hit iz Nove Gorice.

## Sudionici
- Sparkasse - Klagenfurt
- SVS Post - Schwechat
- Rijeka - Rijeka
- Mladost - Zagreb
- Teva - Gödöllő
- Betonut-NRK -  Nyíregyháza
- Nova KBM Branik - Maribor
- Hit - Nova Gorica
- TPV - Novo Mesto

## Ljestvice i rezultati

### Ljestvica
| mj | klub            | ut | pob | por | set+ | set– | bod |            |
| -- | --------------- | -- | --- | --- | ---- | ---- | --- | ---------- |
| 1. | Hit             | 16 | 12  | 4   | 41   | 17   | 28  | Final Four |
| 2. | SVS Post        | 16 | 12  | 4   | 38   | 18   | 28  | Final Four |
| 3. | Rijeka          | 16 | 11  | 5   | 36   | 19   | 26  | Final Four |
| 4. | Nova KBM Branik | 16 | 10  | 6   | 37   | 23   | 26  | Final Four |
| 5. | TPV Novo Mesto  | 16 | 9   | 7   | 34   | 29   | 25  |            |
| 6. | Betonut-NRK     | 16 | 8   | 8   | 30   | 33   | 24  |            |
| 7. | Teva            | 16 | 6   | 10  | 24   | 36   | 22  |            |
| 8. | Sparkasse       | 16 | 3   | 13  | 15   | 42   | 19  |            |
| 9. | Mladost         | 16 | 1   | 15  | 8    | 46   | 17  |            |

### Final four
Igrano u Myjavi.
| klub1           | rez.          | klub2           |
| poluzavršnica   | poluzavršnica | poluzavršnica   |
| --------------- | ------------- | --------------- |
| Hit             | 3:2           | Nova KBM Branik |
| SVS Post        | 3:0           | Rijeka          |
|                 |               |                 |
| za 3. mjesto    |               |                 |
| Nova KBM Branik | 3:1           | Rijeka          |
|                 |               |                 |
| za pobjednika   |               |                 |
| Hit             | 3:1           | SVS Post        |

## Unutarnje poveznice
- 1. A liga 2007./08. (Hrvatska)